# لورينزو ويد
لورينزو ويد (بالإنجليزية: Lorrenzo Wade)‏ مواليد 23 نوفمبر 1985 في غاردينا، هو لاعب كرة سلة أمريكي معتزل. بدأ مسيرته الاحترافية في سنة 2009. يبلغ طوله 6 قدم 6 بوصة (2.0 م). لعب مع ستار هوتشوتز في الرابطة الفلبينية لكرة السلة.

## روابط خارجية
- لورينزو ويد على موقع كرة السلة الأوروبية.كوم (الإنجليزية)
- لورينزو ويد على موقع كلية كرة السلة في سبورتس رفرنس.كوم (الإنجليزية)
- لورينزو ويد على موقع ريلجم (الإنجليزية)
- لورينزو ويد على موقع بروبوليرز (الإنجليزية)